# Walter F. Boone

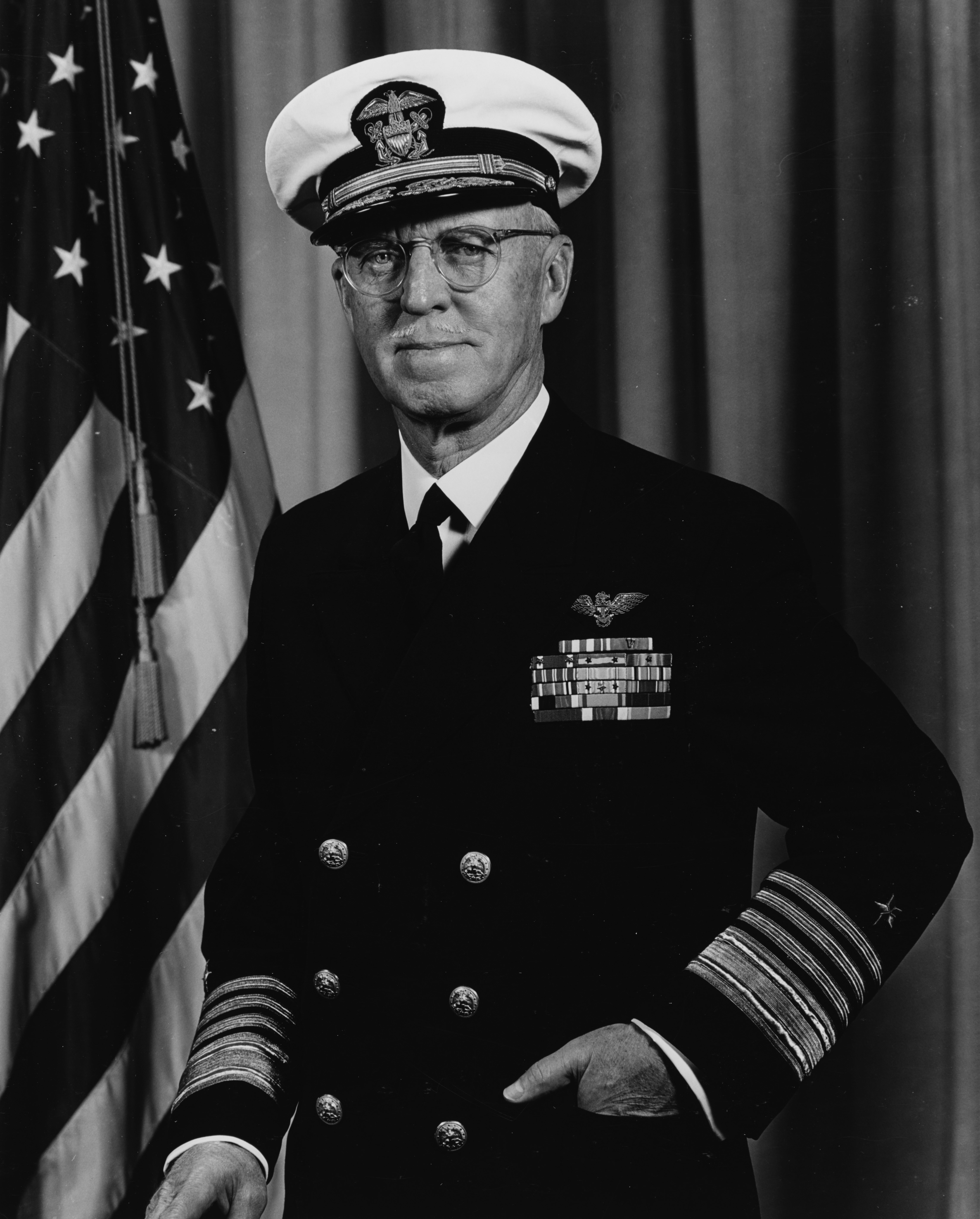
Walter F. Boone

Walter Fredrick Boone (* 14. Februar 1898 in Berkeley, Alameda County, Kalifornien; † 19. März 1995 im Walter Reed Army Medical Center in Washington, D.C.) war ein Admiral der United States Navy. Er war unter anderem Leiter (Superintendent) der United States Naval Academy (USNA) und Oberbefehlshaber der amerikanischen Marineeinheiten im Ostatlantik und im Mittelmeer (Commander in Chief), U.S. Naval Forces, Eastern Atlantic and Mediterranean (CINCNELM). Das war eine Vorgängereinheit der späteren United States Naval Forces Europe-Africa. 

## Leben
Walter Boone war ein Sohn von Thomas Lee Boone und dessen Frau Lily H. Reid. Er besuchte die öffentlichen Schulen seiner Heimat und studierte für kurze Zeit an der Stanford University. Im Jahr 1920 absolvierte er die United States Naval Academy in Annapolis in Maryland. In der amerikanischen Kriegsmarine durchlief er anschließend alle Offiziersränge bis zum Admiral.
In den ersten Jahren seiner Marinelaufbahn diente er an Bord verschiedener Kriegsschiffe. Mitte der 1920er Jahre erhielt er auf der Naval Air Station Pensacola in Florida eine Ausbildung zum Marineflieger. In den folgenden Jahren bis 1945 war er mit Aufgaben in der Marinefliegerei betraut. Er diente unter anderem an Bord von Kreuzern bei der Flugabwehr oder Flugzeugträgern. Im Jahr 1930 absolvierte er den Aviation Ordnance Course. Im Verlauf der 1930er Jahre diente er in unterschiedlichen Verwendungen auf verschiedenen Schiffen und in unterschiedlichen Admiralsstäben.
Von 1935 bis 1937 war er auf der Marinebasis Naval Proving Ground Dahlgren in Virginia leitender Offizier in der für Marineflieger zuständigen Stabsabteilung. In der Folge kommandierte er einige Marinefliegereinheiten. Dann gehörte er zwischen Juni 1938 und Juni 1939 dem Stab von Admiral Ernest J. King an (Staff, Commander Aircraft, Battle Force (Gun & Tactics Officer Adm. E. J. King)). Danach wurde er zum United States Navy Bureau of Aeronautics versetzt. Dort leitete er bis zum April 1942 dessen Stabsabteilung für Bewaffnung. In diese Zeit fiel der amerikanische Eintritt in den Zweiten Weltkrieg.
In der Folge wurde Walter Boone auf den Flugzeugträger USS Enterprise versetzt, wo er bis zum Januar 1943 die Aufgabe des Ersten Offiziers (Execute Officer) ausübte. Die Enterprise war im pazifischen Raum eingesetzt und war an zahlreichen militärischen Unternehmen beteiligt, wozu auch die Schlacht um Midway und die Schlacht bei den Santa-Cruz-Inseln gehörten. Im Januar 1943 wurde Boone zur Atlantischen Flotte versetzt. Dort war er Stabschef der Task Force 22. Dabei handelte es sich um eine Flugzeugträgereinheit, die im Nordatlantik operierte. Diese Aufgabe erfüllte er zwischen Januar 1943 und März 1944. Anschließend erhielt er das Kommando über den 12. Amerikanischen Marinebezirk (Twelfth Naval District). Dabei unterstanden ihm alle Marinestandorte in diesem Bezirk. Zusätzlich leitete er noch die Marineflugbasis (Naval Air Station) in Alameda in Kalifornien. Diese Aufgabe nahm er bis zum Februar 1945 wahr. Nach einer kurzen Tätigkeit als Kommandeur aller Marinefliegereinheiten im Pazifik (Cdr. Aircraft, Pacific) erhielt er im April 1945 das Kommando über den Flugzeugträger USS Yorktown. Diese Aufgabe erfüllte er über das Kriegsende hinaus bis zum Dezember 1945. Die Yorktown war bis zur japanischen Kapitulation im September 1945 aktiv an Kampfhandlungen im dortigen Seegebiet beteiligt. Dazu gehörten unter anderem die Schlacht um Okinawa und Luftangriffe auf das japanische Festland, auch Angriffe auf Tokio.
Zwischen Januar 1946 und Mai 1947 war Boone Stabschef der Siebten Flotte (Seventh Fleet), die damals in Asien im Seegebiet um China operierte. Nach einer kurzen Zeit im Hauptquartier der Marine wurde er zum Stab des Chief of Naval Operations versetzt. Zwischen Oktober 1947 und September 1949 war er dort in der Stabsabteilung für strategische Planungen tätig. Anschließend kommandierte er von Oktober 1949 bis Juli 1950 den Flugzeugträgerverband Carrier Division 5. Zwischenzeitlich war er für kurze Zeit auch kommissarischer Kommandeur der 7. Flotte. Zwischen Juli 1950 und Juli 1951 war Boone Stabschef und stellvertretender Kommandeur des für den östlichen Atlantik und den Mittelmeerraum zuständigen Marinekommandos (U. S. Naval Forces, Eastern Atlantic & Mediterranean). Danach erhielt er den Oberbefehl über dieses Kommando, den er zwischen August 1951 und April 1952 innehatte. Zwischen Mai 1952 und August 1954 gehörte er dem Stab der Joint Chiefs of Staff an.
Am 12. August 1954 übernahm Walter Boone als Nachfolger von Charles Turner Joy als Superintendent die Leitung der Marineakademie in Annapolis. Dieses Amt bekleidete er bis zum 16. März 1956 als William R. Smedberg III seine Nachfolge antrat. Damals unterstand die Akademie (bis zum Jahr 1962) dem Severn River Naval Command, das ebenfalls von Boone geleitet wurde. Zwischen Mai 1956 und Februar 1958 war er Oberbefehlshaber der amerikanischen Marineeinheiten im Ostatlantik und im Mittelmeer. Danach war er bis Ende Februar 1960 amerikanischer Vertreter im Militärkomitee der NATO. Anschließend schied er aus dem aktiven Militärdienst aus.
Der mit Pauline Heller Currey verheiratete Offizier starb am 19. März 1995 im Walter Reed Army Medical Center in Washington, D.C. das nicht mit dem Walter-Reed-Militärkrankenhaus in Bethesda in Maryland zu verwechseln ist.

## Orden und Auszeichnungen
Walter Boone erhielt im Lauf seiner militärischen Laufbahn unter anderem folgende Auszeichnungen:
- Navy Distinguished Service Medal
- Silver Star
- Legion of Merit
- American Defense Service Medal
- European-African-Middle Eastern Campaign Medal
- American Campaign Medal
- World War II Victory Medal
- Navy Occupation Service Medal
- China Service Medal
- National Defense Service Medal
- Order of the British Empire (Großbritannien)
- Order of Yun-Hui (National China)